# Pec pod Sněžkou
Pec pod Sněžkou (niem. Petzer) – miasto w Czechach, w kraju hradeckim.
Według danych z 1 stycznia 2024, liczba mieszkańców miasta wynosi 731 osób (2077. miejsce w kraju wśród miejscowości; 589. miejsce wśród miast). Pod względem administracyjnym do Peca należy czeska część Śnieżki oraz Równi pod Śnieżką, łącznie ze schroniskiem Luční bouda.
Miejscowość posiada połączenia autobusowe z Trutnovem, Pragą, Malą Upą (nieliczne), a w sezonie letnim również z Harrachovem przez Vrchlabí. Od maja 2016 miejscowość posiada bezpośrednie połączenie z Karpaczem przez Kowary.
Pec powstał jako wyodrębniona część Velkej Upy (która jest dzisiaj częścią miasta). Dodatek „pod Sněžkou” Pec otrzymał dopiero po II wojnie światowej. Wcześniejsza nazwa brzmiała Velká Úpa III.
Pec pod Sněžkou leży w środkowej części Karkonoszy, w dolinie Úpy i Zelenego potoku.

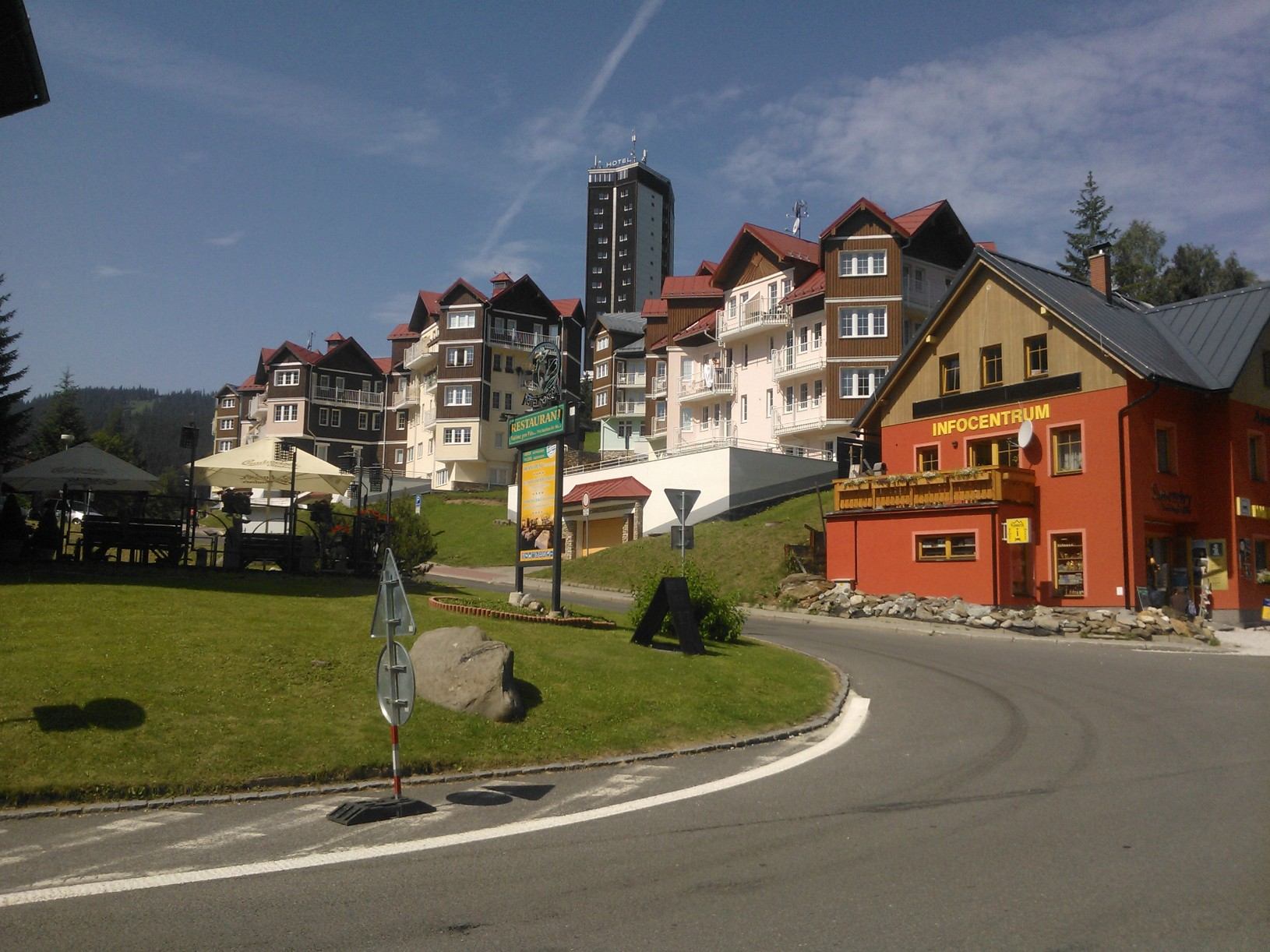
Pec pod Sněžkou w 2013

Na północ od centrum znajduje się dolna stacja kolejki linowej Pec – Śnieżka. W maju 2012 wyłączono z użytkowania jej górny odcinek (Růžová hora – Śnieżka), a 2 września 2012 po godzinie 19.00 odcinek dolny, po czym przystąpiono do rozbiórki jej infrastruktury. W miejscu dotychczasowego wyciągu krzesełkowego z 1949 powstała kolej kabinowa (kabiny dla 4 osób) o przepustowości 250 osób/h (a więc identycznej jak do tej pory), którą oddano do użytku w dwóch etapach: odcinek dolny – grudzień 2013, odcinek górny – 22 lutego 2014.

## Zabytki
- Drewniany zrębowy budynek gościńca „Hospoda Na Peci” z 1793 r. Pierwsza karczma stała w tym miejscu już w 1644.
- Kamienna kapliczka Panny Marii z 1888 r., z napisem Durch Wohlthäter erbaut im Jahre des Heils 1888.
- Zabytkowy układ osady w Wielkiej Upie z byłą plebanią, gościńcem, szkołą oraz zbudowanym z inicjatywy cesarza Józefa II kościołem Najświętszej Trójcy.
- Kapliczka w Obřím důle z 1873 r., będąca obecnie miejscem pamięci po ofiarach powodzi i lawiny błotnej z lipca 1897 r. Na północ od niej – na zboczach Śnieżki – znajdują się udostępnione do zwiedzania na długości 250 m sztolnie dawnej kopalni żelaza, arsenu i miedzi Kovarna, o tradycjach sięgających 1511 roku, oraz stacja pomp wodnych z turbiną Peltona, funkcjonująca w latach 1912–1956
- Betonowy bunkier z lat 30. XX wieku w Obřím důle
- Kapliczka w Chaloupkach z 1834 r., dla podparcia której w 2004 postawiono współczesną rzeźbę pielgrzyma.
- Kaplica Wszystkich Świętych z 1890 r. na Vysokim Svahu.
- Kaplica św. Barbary na Hnedym Vrchu, fundacji Johanna Dixa, wewnątrz freski ze scenami z życia patronki górników
- Zabytkowe zespoły chałup w Modrym Dole[6] na zboczach Studniční hory oraz w Velkich Tippeltovych Boudach w Wielkiej Upie.

## Demografia
| Rok             | 1970 | 1980 | 1991 | 2001 | 2003 | 2008 | 2016 | 2024 |
| --------------- | ---- | ---- | ---- | ---- | ---- | ---- | ---- | ---- |
| Liczba ludności | 616  | 617  | 529  | 595  | 608  | 647  | 618  | 731  |

Źródło: Czeski Urząd Statystyczny